# Australian Championships 1966
Die 54. Australian Championships 1966 waren ein Tennis-Rasenplatzturnier der Klasse Grand Slam, das von der ILTF veranstaltet wurde. Es fand vom 21. – 31. Januar 1966 in Sydney, Australien statt.
Titelverteidiger im Einzel waren Roy Emerson bei den Herren sowie Margaret Smith bei den Damen. Im Herrendoppel waren John Newcombe und Tony Roche, im Damendoppel Margaret Smith / Lesley Turner die Titelverteidiger. Im Mixed waren Owen Davidson, Robyn Ebbern, John Newcombe und Margaret Smith die Titelverteidiger.

## Herreneinzel
| Nr. | Spieler        | Erreichte Runde |
| --- | -------------- | --------------- |
| 01. | Roy Emerson    | Sieg            |
| 02. | Arthur Ashe    | Finale          |
| 03. | Fred Stolle    | Halbfinale      |
| 04. | Clark Graebner | Viertelfinale   |
| 05. | John Newcombe  | Halbfinale      |
| 06. |                | Rückzug         |
| 07. | Tony Roche     | Viertelfinale   |
| 08. | Marty Riessen  | Achtelfinale    |

| Nr. | Spieler         | Erreichte Runde |
| --- | --------------- | --------------- |
| 09. | Bill Bowrey     | Viertelfinale   |
| 10. | Tom Okker       | Achtelfinale    |
| 11. | Owen Davidson   | Achtelfinale    |
| 12. | Ken Fletcher    | 1. Runde        |
| 13. | John Cottrill   | Achtelfinale    |
| 14. | Herb Fitzgibbon | Achtelfinale    |
| 15. | Ray Ruffels     | Achtelfinale    |
| 16. | Roger Taylor    | Achtelfinale    |

## Dameneinzel
| Nr. | Spieler         | Erreichte Runde |
| --- | --------------- | --------------- |
| 01. | Margaret Smith  | Sieg            |
| 02. | Nancy Richey    | Finale          |
| 03. | Lesley Turner   | Achtelfinale    |
| 04. | Carole Graebner | Halbfinale      |
| 05. | Judy Tegart     | Viertelfinale   |
| 06. | Gail Sherriff   | Achtelfinale    |

| Nr. | Spieler         | Erreichte Runde |
| --- | --------------- | --------------- |
| 07. | Jan Lehane      | 1. Runde        |
| 08. | Madonna Schacht | Viertelfinale   |
| 09. | Robyn Ebbern    | Achtelfinale    |
| 10. | Joan Gibson     | Viertelfinale   |
| 11. | Karen Krantzcke | Achtelfinale    |
| 12. | Kerry Melville  | Halbfinale      |

## Damendoppel
| Nr. | Paarung                      | Erreichte Runde |
| --- | ---------------------------- | --------------- |
| 01. | Margaret Smith Lesley Turner | Finale          |
| 02. | Carole Graebner Nancy Richey | Sieg            |
| 03. | Robyn Ebbern Judy Tegart     | Halbfinale      |
| 04. | Jan Lehane Madonna Schacht   | Halbfinale      |